# Moràvia Meridional
La Moràvia Meridional —Jihomoravský kraj en txec— és una regió (kraj) de la República Txeca, a la part meridional de la regió històrica de Moràvia. La capital és Brno. Ciutats de la regió de Moràvia Meridional són Brno, Blansko, Břeclav, Hodonín, Vyskov, Znojmo.